# ژاکی ساردو
ژاکی ساردو (فرانسوی: Jackie Sardou‎; ۷ آوریل ۱۹۱۹ – ۲ آوریل ۱۹۹۸) بازیگر زن اهل فرانسه بود. وی همسر فرنان ساردو و مادر میشل ساردو خواننده بوده‌است.
از فیلم‌ها یا برنامه‌های تلویزیونی که وی در آنها نقش داشته‌است می‌توان به حقیقت، آقای هو، و شکارچی‌ای از ماکسیم‌ها اشاره کرد.